# Brocton, New York
Brocton är en ort i Chautauqua County i delstaten New York, USA.